# Eviota smaragdus
Eviota smaragdus és una espècie de peix de la família dels gòbids i de l'ordre dels perciformes.

## Morfologia
Els mascles poden assolir els 2,3 cm de longitud total.

## Distribució geogràfica
Es troba des de les Illes Ryukyu fins a Samoa i Micronèsia (Guam i les Illes Marshall).